# Walter Sundström
Nils Walter Sundström (i riksdagen kallad Sundström i Skövde), född 6 juli 1890 i Husum, Grundsunda församling, Västernorrlands län, död 3 juli 1971 i Skövde, var en svensk folkskollärare och politiker (socialdemokrat). Han var far till Kajsa Sundström.
Sundström, som var son till sågverkarbetare Frans Sundström och Katarina Bodin, avlade folkskollärarexamen i Härnösand 1913 och var folkskollärare i Skövde 1917–1954. Han var ledamot av stadsfullmäktige i Skövde stad 1923–1962 (vice ordförande 1930–1943 och ordförande 1943–1962), av Skaraborgs läns landsting 1931–1962 (ordförande i dess förvaltningsutskott 1959–1962), av riksdagens andra kammare 1936–1960 (bevillningsutskottet) och av Europarådet 1952–1960.